# Campionati europei di ciclocross 2004
I Campionati europei di ciclocross 2004, seconda edizione della competizione, si disputarono a Vossem, in Belgio, il 7 novembre 2004.

## Eventi
Domenica 7 novembre
- Uomini Juniors
- Donne
- Uomini Under-23

## Medagliere
| Pos.   | Nazione     | Oro | Argento | Bronzo | Totale |
| ------ | ----------- | --- | ------- | ------ | ------ |
| 1      | Paesi Bassi | 1   | 1       | 0      | 2      |
| 2      | Germania    | 1   | 0       | 1      | 2      |
| 3      | Svizzera    | 1   | 0       | 0      | 1      |
| 4      | Francia     | 0   | 1       | 1      | 2      |
| 5      | Belgio      | 0   | 1       | 0      | 1      |
| 6      | Rep. Ceca   | 0   | 0       | 1      | 1      |
| Totale | Totale      | 3   | 3       | 3      | 9      |

## Sommario degli eventi
| Eventi            | Oro                        | Tempo  | Argento                           | Tempo | Bronzo                       | Tempo |
| Uomini            |                            |        |                                   |       |                              |       |
| Under-23 dettagli | Lars Boom Paesi Bassi      | 50'09" | Niels Albert Belgio               | a 39" | Martin Bína Rep. Ceca        | a 57" |
| Junior dettagli   | Julien Taramarcaz Svizzera | 42'10" | Ricardo van der Velde Paesi Bassi | a 4"  | Christoph Pfingsten Germania | a 6"  |
| Donne             |                            |        |                                   |       |                              |       |
| Elite dettagli    | Hanka Kupfernagel Germania | 39'37" | Maryline Salvetat Francia         | a 41" | Laurence Leboucher Francia   | s.t.  |